# Kering
Kering S.A. è un gruppo internazionale che opera nel settore del lusso con sede a Parigi. Possiede marchi come Gucci, Saint Laurent, Bottega Veneta, Balenciaga, Alexander McQueen, Brioni, Boucheron, Pomellato, DoDo, Qeelin e Ginori 1735, così come Kering Eyewear e Kering Beauté. Kering è quotata sul mercato Euronext Parigi dal 1988 e fa parte dell'indice CAC 40 dal 1995.
La società fu fondata nel 1963 e operava nella vendita del legno al dettaglio. Negli anni novanta avvenne il passaggio alla vendita al dettaglio sottolineato dal cambio di nome della società: Pinault-Printemps-Redoute, o PPR. Nel decennio successivo, il gruppo entra nel settore del lusso grazie a diverse acquisizioni arrivando oggi ad essere uno dei gruppi tra i principali del settore del lusso. Dal 2005 la società è guidata da François-Henri Pinault, figlio del fondatore François Pinault, e nel 2013 il gruppo viene rinominato Kering. Nel 2024 il gruppo ha raggiunto 17,2 miliardi di euro di fatturato. Nel giugno 2025, Kering ha nominato Luca de Meo nuovo CEO del gruppo a partire dal 15 settembre 2025, in sostituzione di François-Henri Pinault che rimarrà Presidente di Kering.

## Storia

### Commercio di legname (1962 - 1988)
Grazie al supporto da parte della sua famiglia e di una banca, François Pinault apre nel 1963 gli Établissements Pinault in Bretagna (Francia) specializzandosi nel commercio di legname. La crescita della società è molto rapida grazie alle acquisizioni di altre aziende locali ed alla capacità di Pinault di creare i propri canali di importazione. Negli anni 80 la Pinault S.A. diventa il principale player del commercio di legname in Francia. Nel 1988 il gruppo possedeva 180 aziende e 33 stabilimenti per un fatturato annuo di 10 miliardi di franchi.

### Retail (1988-2013)
Nel 1989 Pinault S.A. viene quotata alla Borsa di Parigi, per l’azienda comincia una nuova era di crescita nel settore della vendita al dettaglio, attraverso importanti acquisizioni. Ad esempio nel 1989 viene acquisito il 20% di CFAO, una società di distribuzione francese attiva in tutto il continente africano, con cui si fuse nel 1990, con François Pinault come leader del gruppo. 
 Nel 1992 viene acquisita Conforama (distributore di mobili francese) nel 1991, Printemps (grandi magazzini a Parigi), che possiede anche il 54% di La Redoute (vendita per corrispondenza francese), e Fnac (libreria francese, multimedia e dettagliante di elettronica) nel 1994. Il gruppo cambia nome in Pinault-Printemps-Redoute (PPR) nel 1994. Un anno dopo Serge Weinberg viene nominato CEO.
Nel 1999 Pinault-Printemps-Redoute acquistò il 42% del gruppo Gucci per $3 miliardi e il 100% del marchio Yves Saint Laurent, queste acquisizioni rendono evidente la nuova direzione del gruppo orientata al mondo del lusso. Nel 2000 viene acquisito il marchio di alta-gioielleria francese Boucheron, la pelletteria italiana Bottega Veneta e nel 2001 il marchio di moda Balenciaga. Nel 2001 Pinault-Printemps-Redoute strinse un accordo anche con l'ex designatore di Givenchy, Alexander McQueen e con Stella McCartney. Dal 1995 al 2000, il capitale di PPR è cresciuto del 700%. Nel 2000 il fatturato totale di PPR ha raggiunto i 22 miliardi di dollari, con un debito di 5 miliardi di dollari.
Nel 2003 François Pinault passò il timone di Artémis, la società famigliare che controllava Pinault Printemps-Redoute, a suo figlio François-Henri. Nel 2005 François-Henri Pinault viene nominato presidente e CEO di Pinault-Printemps-Redoute, un anno dopo PPR acquisisce pressoché tutte le azioni rimanenti del gruppo Gucci raggiungendo il 99,4% di proprietà della società di lusso italiana. PPR continua le acquisizioni nel lusso: nel 2001 ingloba il Gruppo Sowind (proprietario del marchio di alta gioielleria svizzero Girard-Perregaux), l'italiano Brioni (di alta sartoria) , e il gruppo italiano Pomellato . Nel 2012 viene inglobato il marchio di gioielleria cinese Qeelin (2012), Cristopher Kane (alta moda inglese) nel 2013, Ulysse Nardin (orologeria) nel 2014. Il gruppo inizia anche a dismettere i marchi di vendita al dettaglio: Le Printemps nel 2006, Conforama nel 2011, CFAO e Fnac nel 2012, e infine La Redoute nel 2013. PPR sviluppa anche il settore Sport & Lifestyle, acquisendo brand come Puma nel 2007, Cobra Golf nel 2010 e Volcom in 2011, questi marchi verranno rivenduti circa dieci anni dopo.

### 2013: Lusso
Il 22 marzo 2013 PPR cambia il suo nome in Kering. La pelletteria Bottega Veneta diventa un'icona del "lusso discreto", e raggiunge la soglia del miliardo di dollari di fatturato nel 2013. Nel 2014 il gruppo Kering crea la divisione Kering Eyewear, che si occupa della produzione di occhiali per dodici marchi del gruppo, portando i suoi ricavi da 10 milioni di euro nel 2015 a 1,5 miliardi di euro nel 2023. Continuano le acquisizioni con i marchi di occhiali Lindberg nel 2021 e Maui Jim nel 2022. All’interno del gruppo Kering, Balenciaga da maison tradizionale si è trasformata in un marchio di moda dirompente, mentre Yves Saint-Laurent nel 2021 ha raggiunto la soglia dei 2 miliardi di dollari di fatturato. Tuttavia, dal 2015 al 2022, le entrate del gruppo sono state essenzialmente guidate dalle elevate prestazioni di Gucci, raggiungendo la soglia dei 10 miliardi di dollari nel 2022. Nel 2018 il gruppo ha ceduto le sue partecipazioni in Stella McCartney, nell’anno successivo ha ceduto anche Christopher Kane nel 2019 e nel 2022 l'intera divisione orologi (Girard-Perregaux e Ulysse Nardin).
Nel 2023 i risultati di Kering sono scesi a 19,6 miliardi, accusando un -4%, la causa principale è il rallentamento di Gucci, una tendenza che i dirigenti del gruppo hanno definito una fase di transizione. Nello stesso anno, Kering ha acquisito l'azienda di profumi Creed, il 30% del marchio di moda Valentino e ha dato vita a Kering Beauté per gestire internamente lo sviluppo di prodotti di bellezza per i marchi del gruppo.

## Struttura
La società madre di Kering è Groupe Artémis. La sede generale di Kering si trova nell'ex Hopital Laennec, nel 7° arrondissement di Parigi. Nel 2024, Kering ha realizzato un fatturato di 17,2 miliardi di euro, impiegando 47.000 dipendenti e gestendo 1.813 negozi. Kering possiede totalmente o parzialmente i seguenti marchi:
| Brand                                        | Anno di acquisizione | Paese          |
| -------------------------------------------- | -------------------- | -------------- |
| Gucci                                        | 1999                 | Italia         |
| Yves Saint Laurent                           | 1999                 | Francia        |
| Boucheron                                    | 2000                 | Francia        |
| Bottega Veneta                               | 2001                 | Italia         |
| Balenciaga                                   | 2001                 | Spagna-Francia |
| Alexander McQueen                            | 2001                 | Regno Unito    |
| Brioni                                       | 2011                 | Italia         |
| Qeelin                                       | 2012                 | Hong-Kong      |
| Pomellato                                    | 2012                 | Italia         |
| Dodo                                         | 2012                 | Italia         |
| Ginori 1736 (precedentemente Richard-Ginori) | 2013                 | Italia         |
| Valentino                                    | 2023                 | Italia         |

Kering possiede Kering Eyewear (divisione di produzione di occhiali di lusso) e Kering Beauté (divisione cosmetici).

## Governance

### Consiglio di amministrazione
- presidente e CEO: François-Henri Pinault
- Direttori indipendenti:
  - Concetta Battaglia
  - Maureen Chiquet
  - Jean-Pierre Denis
  - Yonca Dervisoglu
  - Dominique D’Hinnin
  - Rachel Duan
  - Giovanna Melandri
  - Baudouin Prot
  - Vincent Schaal
  - Héloïse Temple-Boyer [47]
  - Véronique Weill
  - Serge Weinberg

### Comitato esecutivo
- François-Henri Pinault - Presidente e CEO
- Francesca Bellettini - Vice CEO, brand development
- Jean-Marc Duplaix - Vice CEO, COO
- Stefano Cantino - CEO Gucci
- Cédric Charbit - CEO Saint Laurent
- Laurent Claquin - Chief Brand Officer
- Raffaella Cornaggia - CEO Kering Beauté
- Marie-Claire Daveu - Chief sustainability and institutional affairs officer
- Mélanie Flouquet - General Secretary
- Béatrice Lazat - Chief People Officer
- Armelle Poulou - CFO
- Bartolomeo Rongone - CEO Bottega Veneta
- Roberto Vedovotto - Presidente/CEO Kering Eyewear

## Impegno del gruppo
Già negli anni ‘90 il gruppo Kering ha intrapreso i primi passi verso la sostenibilità, sia con azioni concrete che con azioni di sensibilizzazione. Con il passare del tempo questo tema è diventato un pilastro dell’azione del gruppo nel 2007 con la creazione del dipartimento di sostenibilità. Nel 2015 Kering ha rilasciato il metodo di rendiconto "Environmental Profit & Loss account" (EP&L), il gruppo è entrato a far parte del Dow Jones Sustainability Index nel 2013 e si è impegnato a rispettare gli Obiettivi di Sviluppo Sostenibile delle Nazioni Unite nel 2017. Nel 2019 Kering ha presentato il Fashion Pact durante il 45° vertice del G7, un'iniziativa firmata da 160 aziende del settore moda che si impegnano ad adottare misure concrete per ridurre il loro impatto ambientale. Nel dicembre 2022 è stata avviata la prima iniziativa del patto, con un accordo per condividere gli acquisti di energia rinnovabile. Nel 2021 Kering ha lanciato il Regenerative Fund for Nature per finanziare la transizione verso pratiche agricole rigenerative e il Climate Fund for Nature nel 2022 per finanziare iniziative di conservazione e ripristino della natura.
Kering è attiva anche nell’ambito delle pari opportunità: nel 2012 è stata creata la Fondazione Kering che si occupa della difesa della dignità e dei diritti delle donne. Nel 2015 Kering è diventata partner ufficiale del Festival di Cannes e promotrice del premio Women in Motion, il premio è poi stato esteso al festival fotografico Rencontres d'Arles e al Tokyo Film Festival nel 2019.